# Ремонт колії
Ремонт колії — колійна робота з оновленню верхньої будови колії з повною або частковою заміною її елементів, очищенням баласту, виправкою колії в поздовжньому профілі і плані з оздоровленням земляного полотна.

## Види ремонту
Посилений капітальний ремонт колії — призначений для комплексного оновлення верхньої будови колії на коліях 1-го і 2-го класів (стрілочних переводів — на коліях 1—3-го класів) з підвищенням несучої здатності баластної призми і земляного полотна. При виконанні ремонту проводиться повна заміна колійної решітки на зібрану з нових матеріалів, очищення щебеневого баласту на глибину більше 400 мм або заміна азбестового баласту на щебеневий, виправка і підбиття колії з постановкою на проектні відмітки в профілі і плані, ремонт водовідводів та інші передбачені проектом роботи. За окремим проектом проводиться ліквідація здутих місць у земляному полотні і підвищення його несучої здатності.
Капітальний ремонт колії — призначений для заміни колійної решітки на коліях 3-5-го класів (стрілочних переводів — на коліях 4-5-го класів) на потужнішу або на менш зношену, змонтовану повністю зі старопридатних матеріалів, або зі старопридатних матеріалів у поєднанні з новими. Супроводжується очищенням щебеневого баласту на глибину 250—400 мм.
Посилений середній ремонт колії — призначений для відновлення несучої здатності баластної призми шляхом очищення щебеневого баласту або заміни азбестового баласту на щебеневий і зниження позначки шляху. Зниження позначки шляху необхідне на ділянках, де баластна призма перевищує допустимі розміри або де подальший підйом колії обмежена граничними габаритними відстанями до контактної підвіски або інших споруд.
Середній ремонт колії — призначений для оздоровлення баластної призми, заміни дефектних шпал і скріплень. Проводиться суцільна очистка щебеню на глибину 250—400 мм або заміна інших видів баласту на глибину не менше 150 мм, а також очищення водовідводів.
Підйомочний ремонт колії — призначений для відновлення рівнопружності підшпальної основи за рахунок його суцільного підйому і виправки колії з підбиттям шпал, а також для заміни непридатних шпал та часткового відновлення дренуючих властивостей баласту. При виконанні ремонту проводиться підйом колії на 50-60 мм з додаванням баласту із суцільною виправкою колії та підбиттям шпал, суцільною очисткою щебеню в шпальних ящиках і за торцями шпал в місцях де з'явилися вихлюпи на глибину не менше 100 мм нижче підошви шпал, а при інших видах баласту — часткова заміна його на чистий, заміна непридатних шпал і скріплень, очищення водовідводів та інші роботи.
Суцільна заміна рейок і металевих частин стрілочних переводів — виконується з метою оновлення або посилення рейок і стрілочних переводів між капітальними ремонтами шляху.
Шліфування рейок — призначена для усунення хвилеподібного зносу і коротких нерівностей на поверхні кочення рейки з метою зменшення вібраційного впливу рухомого складу на колію. Профільне шліфування рейок призначене для надання головкам рейок ремонтного профілю.
Планово-попереджувальна виправка колії — призначена для відновлення рівнопружності підшпальної основи та зменшення нерівномірності відступу за рівнем і в плані, а також просідання колії. При виконанні ремонту проводиться суцільна виправка колії з підбиттям шпал, рихтування, видалення регулювальних прокладок з-під підошви рейки, заміна непридатних шпал і скріплень, регулювання стикових зазорів.